# Osage, Iowa
Osage är administrativ huvudort i Mitchell County i Iowa. Vid 2010 års folkräkning hade Osage 3 619 invånare.

## Kända personer från Osage
- Mike Johanns, politiker